# 法比安·霍尔茨
法比安·霍尔茨（德語：Fabian Holzer，1992年7月28日—），德国男子羽毛球運動員。

## 簡歷
法比安·霍尔茨自11歲開始接觸羽毛球運動；在國內曾效力「SV Lohhof」、「TSV Lauf」、「TuS Schwanheim」和「Fun-Ball-Dortelweil」四家俱樂部。他現在仍是「SV Fun-Ball Dortelweil」的隊員。
2015年7月，法比安·霍尔茨代表德國Hochschule für Technik und Wirtschaft des Saarlandes出戰韓國光州市舉行的世界大學生運動會羽毛球比賽。

## 主要比賽成績
只列出曾進入準決賽的國際賽事成績：
| 年份   | 賽事                     | 公開賽級別 | 項目     | 拍檔             | 成績   |
| ------ | ------------------------ | ---------- | -------- | ---------------- | ------ |
| 2009年 | 歐洲青年羽毛球錦標賽     | 其他       | 混合團體 | －               | 準決賽 |
| 2011年 | 歐洲青年羽毛球錦標賽     | 其他       | 混合團體 | －               | 冠軍   |
| 2011年 | 歐洲青年羽毛球錦標賽     | 其他       | 男子雙打 | 麦克斯·施文格尔  | 亞軍   |
| 2011年 | 瑞士羽毛球國際賽         | 國際挑戰賽 | 男子雙打 | Hannes Kaesbauer | 準決賽 |
| 2013年 | 葡萄牙羽毛球國際賽       | 國際系列賽 | 男子雙打 | 拉斐尔·贝克      | 準決賽 |
| 2013年 | 愛爾蘭羽毛球公開賽       | 國際挑戰賽 | 男子雙打 | 马克·拉姆斯富斯  | 準決賽 |
| 2014年 | 歐洲男子羽毛球團體錦標賽 | 其他       | 男子團體 | －               | 季軍   |
| 2014年 | 比利時羽毛球國際賽       | 國際挑戰賽 | 男子雙打 | 马克·拉姆斯富斯  | 準決賽 |
| 2016年 | 巴西羽毛球大獎賽         | 大獎賽     | 男子雙打 | 麦克·福克斯      | 冠軍   |
| 2016年 | 巴西羽毛球大獎賽         | 大獎賽     | 混合雙打 | 芭芭拉·贝伦贝格  | 準決賽 |

| 2007-2017年 | 首要超級賽 | 超級賽 | 黃金大獎賽 | 大獎賽 | 國際挑戰賽 | 國際系列賽 | 未來系列賽 | 其他 |

| 2018-2026年 | 總決賽 | 超級1000賽 | 超級750賽 | 超級500賽 | 超級300賽 | 超級100賽 | 國際挑戰賽 | 國際系列賽 | 未來系列賽 | 其他 |